# Mohammad Hussein
Mohammad Shaher Hussein (in arabo محمد شاهر حسين‎?; Amman, 3 marzo 1990) è un cestista giordano.

## Carriera
Con la Giordania ha disputato due edizioni dei Campionati mondiali (2010, 2019) e cinque edizioni dei Campionati asiatici (2011, 2013, 2015, 2017, 2022).